# GSC8256-903
GSC8256-903 — хімічно пекулярна зоря спектрального класу A0, що має видиму зоряну величину в смузі V приблизно 10,5.

## Пекулярний хімічний склад
Зоряна атмосфера GSC8256-903 має підвищений вміст 
Cr
.